# تشارلز جونسون (لاعب كرة قدم أمريكية أمريكي)
تشارلز جونسون (بالإنجليزية: Charles Johnson)‏ هو لاعب كرة قدم أمريكية أمريكي، ولد في 3 يناير 1972 في سان بيرناردينو في الولايات المتحدة.

## وصلات خارجية
- تشارلز جونسون على موقع مرجع كرة القدم المحترفة.كوم (الإنجليزية)
- تشارلز جونسون على موقع JustSportsStats.com (الإنجليزية)